# Ан Джон Хван
Ан Джон Хван (кор. 안정환?, 安貞桓?, новая романизация: Ahn Jung Hwan; род. 27 января 1976 года в Паджу) — южнокорейский футболист, выступавший на позиции полузащитника и нападающего, ныне телеведущий. Известность Ану принесли выступления за национальную сборную Республики Корея, с которой он занял четвёртое место на домашнем чемпионате мира 2002 года, забив «золотой гол» в ворота Италии в матче 1/8 финала. После завершения игровой карьеры Ан стал телезвездой: он работал в качестве телекомментатора на ряде матчей и стал ведущим нескольких программ.

## Игровая карьера

### Начало карьеры
Свою игровую карьеру Ан Джон Хван начинал в корейском клубе «Дэу Пусан», спонсором которого была компания Daewoo. После начавшихся проблем у команды Ан решил перейти в Европу. В январе 2000 года он перешёл в футбольный клуб «Перуджа» итальянской серии А, став первым корейским легионером в итальянском чемпионате.
Ан играл на правах аренды за «Перуджу» вплоть до чемпионата мира 2002 года, проходившего в Южной Корее и Японии, и особо не блистал в её составе. За два сезона в составе итальянского клуба он провёл 30 игр (в том числе в 13 выходил в стартовом составе) и забил всего пять мячей.

### Чемпионат мира 2002 года и скандал в «Перудже»
На домашнем чемпионате мира на стадии 1/8 финала сборная Кореи встречалась со сборной Италии. В матче этих команд, состоявшемся 18 июня, именно Ан Джон Хван стал героем встречи: в самом начале матча он на 5-й минуте не реализовал пенальти, который парировал Джанлуиджи Буффон, однако тренер сборной Гус Хиддинк не снял Ана с игры и дал ему доиграть матч (в своё время Хиддинк грозился отчислить Ана из сборной, поскольку тот мог отыграть от силы один тайм). Корейцы, пропустив гол на 18-й минуте, сравняли счёт за три минуты до конца основного времени усилиями Соля Ги Хёна. При счёте 1:1 после истечения основного времени матча был назначен овертайм из двух таймов по 15 минут, и игра шла в течение этого времени до первого забитого мяча (правило золотого гола). Именно Ан Джон Хван забил на 117-й минуте победный мяч, принеся Южной Корее победу 2:1 над Италией и выход в четвертьфинал: он нанёс точный удар головой в ворота Джанлуиджи Буффона, выиграв верховую борьбу у Паоло Мальдини.
Владелец «Перуджи» Лучано Гауччи, разгневанный поражением Италии, немедленно расторг контракт с Ан Джон Хваном: согласно La Gazzetta dello Sport, судьбоносное решение было принято 19 июня по римскому времени в 15:55. Гауччи в разговоре с журналистами обвинил Ана в том, что тот, играя посредственно за «Перуджу», показал лучшую игру именно в матче против Италии, и назвал это бесчестным:

Гауччи: Этот человек не должен больше и близко подходить к нашей команде. Я уже отдал распоряжение не предоставлять ему никакой возможности вернуться. Я в гневе! Он заиграл феноменально только тогда, когда дело дошло до матча против сборной Италии. Я националист и считаю его действия не только унижением моей итальянской чести, но и оскорблением страны, которая открыла ему свои двери два года назад.

Пресса: В каком смысле, господин президент?

Гауччи:  В том, что в нашем клубе он выступал в качестве скромного персонажа второго плана, а в своей сборной он заиграл так, как будто прилетел с другой планеты. Я сожалею об этом и как президент клуба: мы помогли ему вырасти в нашем футболе, а в итоге понимаем, что разрушили себя своими же руками. Я больше не намерен платить зарплату тому, кто разрушил итальянский футбол.
Оригинальный текст (итал.)- Quel signore non deve più accostarsi alla nostra squadra. Ho già dato disposizione che venga azzerata ogni possibilità di riscatto. Sono indignato! Lui si è messo a fare il fenomeno soltanto quando si è trattato di giocare contro l' Italia. Io sono nazionalista e questo comportamento lo considero non soltanto una comprensibile ferita al mio orgoglio di italiano, ma anche un' offesa ad un Paese che due anni fa gli aveva spalancato le porte».

- In che senso presidente?

- Nel senso che da noi si è sempre comportato da modesto comprimario e poi torna a casa e si mette a fare l' extraterrestre. Mi pento anche come presidente: noi lo abbiamo fatto crescere nel nostro calcio e alla fine ci accorgiamo che ci siamo rovinati con le nostre stesse mani. Io non intendo più pagare lo stipendio a uno che è stato la rovina del calcio italiano.

В защиту Ана высказался Хиддинк: тот факт, что Ану в плей-офф пришлось играть против Италии, за клуб которой он выступал, не был поводом для того, чтобы Южная Корея играла в поддавки. Также он отметил, что за последние месяцы, тренируясь со сборной, Ан очень прибавил. За Ана вступился даже тренер Серсе Косми, назвавший Ана игроком с большим потенциалом и выразивший готовность сотрудничать с ним дальше. По словам корреспондента «Спорт-Экспресса» в Италии Георгия Кудинова, «более идиотского» высказывания по поводу матча, чем слова Гауччи, после игры ему не доводилось видеть или слышать. Сами же итальянские болельщики, осуждая судейские решения эквадорца Байрона Морено, который удалил с поля Франческо Тотти и отменил чистый гол Дамиано Томмази, в то же время сетовали на то, что тренер Джованни Трапаттони не решил исход матча в основное время, не сделав нужные замены.
Вскоре руководство клуба фактически признало неправоту в принятом решении и направило в штаб-квартиру клуба «Пусан», у которого арендовало Ана, факс с предложением официально приобрести игрока за 1,6 миллионов долларов. Ан отказался вести переговоры, мотивировав это так: «Я более не буду обсуждать мой переход в „Перуджу“, которая сделала выпад в мой адрес вместо того, чтобы поздравить меня с голом, забитым на чемпионате мира». Гауччи, в свою очередь, объяснил, что выгнал Ана из команды не столько за забитый гол, сколько за его заявления о превосходстве корейского футбола над итальянским. Более того, генеральный секретарь Азиатской конфедерации футбола Питер Веллапан заявил, что договорился с руководителями футбольных федераций Китая, Японии и Кореи о том, что больше ни один футболист этих стран не будет вести переговоры с «Перуджей».
Со сборной Кореи Ан Джон Хван дошёл до полуфинала, хотя в матче четвертьфинала против Испании получил травму.

### После «Перуджи»

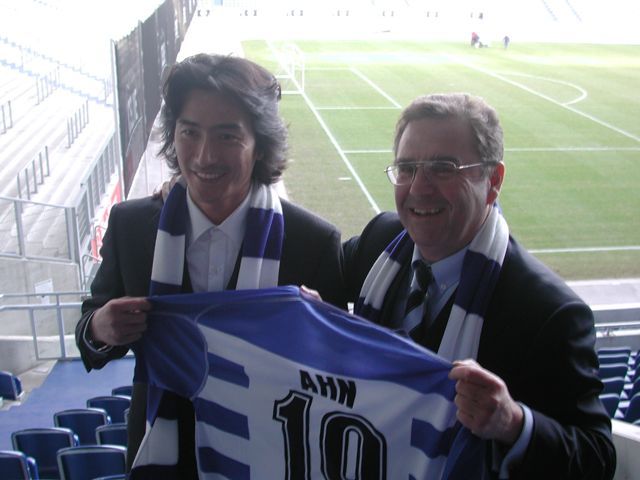
Презентация Ана Джон Хвана в «Дуйсбурге», 2006 год

После чемпионата мира игроком заинтересовались такие клубы, как «Челси», «Вест Хэм», «Атлетико Мадрид», «Гамбург» и «Рейнджерс», однако Ан перешёл в японский «Симидзу Эс-Палс». Позже выступал за французский «Мец» и немецкий «Дуйсбург».
В марте 2009 года Ан заключил контракт на три месяца с клубом китайской Суперлиги «Далянь Шидэ». Впоследствии стал одним из ключевых игроков команды, дебютный гол за которую забил 18 апреля 2009. Даже несмотря на то, что на игрока претендовала команда из Джей-Лиги, в июне стороны достигли соглашения о продлении контракта до декабря 2010 года. В сезоне 2010 года стал капитаном «Даляня».
30 января 2012 года игрок официально объявил о завершении карьеры.

## Личная жизнь
Жена — Ли Хе Вон, победительница конкурса красоты «Мисс Корея» (с 2001 года). Есть дочь и сын. Ан получил прозвище «Властелин Кольца» благодаря тому, что каждый раз, забивая гол, целовал обручальное кольцо. Подобный жест стал популярным среди жителей Кореи за время чемпионата мира.
Ан известен как один из самых внешне привлекательных футболистов Кореи: ещё во время игровой карьеры он часто снимался в телевизионной рекламе. В то же время он пользовался репутацией одного из самых скромных игроков сборной Кореи.

## Достижения
- Четвёртое место чемпионата мира по футболу 2002 года
- Лучший игрок чемпионата Южной Кореи 1999 года
- Рекордсмен сборной Южной Кореи по количеству голов на чемпионатах мира: 3 гола (вместе с Пак Чи Соном)

## Государственные награды
- Орден «За спортивные заслуги» 2 класса Республики Корея — орден Отважного тигра (2 июля 2002)[24]